# Danielle Noce
Danielle Noce (Brasília, 20 de setembro de 1983) é uma confeiteira, empresária, apresentadora de televisão, escritora e youtuber ítalo-brasileira.

## Biografia
Danielle Noce nasceu em Brasília no dia 20 de setembro de 1983. Durante sua infância, participou de diversas atividades esportivas e de dança, incluindo balé, ginástica e handebol. Aos 15 anos, mudou-se com sua mãe para Florianópolis. Aos 17 anos, adquiriu a cidadania italiana e transferiu-se para Florença. Retornou ao Brasil no ano seguinte para prosseguir com seus estudos. Graduou-se em Moda pela Faculdade Santa Marcelina e também cursou Gestão do Luxo na Fundação Armando Alvares Penteado, além de estudar Teatro no Instituto de Arte e Ciência. Em 2012, decidiu aprofundar seus conhecimentos em confeitaria e deslocou-se para Paris, onde cursou um Master em Confeitaria na escola Lenôtre, especializando-se ao longo de dois anos.

### Carreira de empreendedora
No ano de 2005, Noce, juntamente com seu marido, Paulo Cuenca, inaugurou uma loja de Havaianas no Shopping Miramar, em Santos. Poucos meses após o início das operações, foram convidados pelo Shopping Praiamar, o maior da cidade, para abrir uma segunda unidade. No final, estabeleceram quatro unidades e venderam as lojas em 2012.

### YouTube
Paralelamente à gestão das lojas de chinelos, o casal decidiu mudar de direção e abrir uma confeitaria em Amsterdã, Países Baixos. Noce então decidiu aprender a cozinhar, e seu marido enxergou uma oportunidade para um programa de televisão, passando a carregar os vídeos no YouTube. O canal "I Could Kill for Dessert" na plataforma obteve relativo sucesso, o que levou a VH1 a convidar o casal para estrear um programa. Posteriormente, lançaram programas para o canal Food Network. Além disso, Noce foi convidada para ser apresentadora do programa Dia Dia na Rede Bandeirantes. Em 2019, foi convidada pelo canal GNT para apresentar o programa Credo, que Delícia.
O canal de Noce no YouTube chegou a ser o maior da América Latina no segmento de confeitaria, e sua evolução, que incluía as viagens do casal, tornou-se o maior canal de viagens do Brasil. A iniciativa durou dez anos e foi encerrada no início da pandemia, mas a plataforma manteve quase três milhões de inscritos até 2023.

### Escritora
Em 2014, Noce lançou seu primeiro livro de culinária, Por uma Vida Mais Doce, que alcançou o terceiro lugar na lista dos mais vendidos de não-ficção no Brasil. No ano seguinte, publicou seu segundo livro, A Receita da Felicidade, e em 2016, lançou o terceiro livro, A Doce Cozinha de Dani Noce.

## Prêmios
- Prêmio Nacional do Turismo (2018) — Imprensa e Mídias Sociais[6]